# Stanisław Sedlaczek

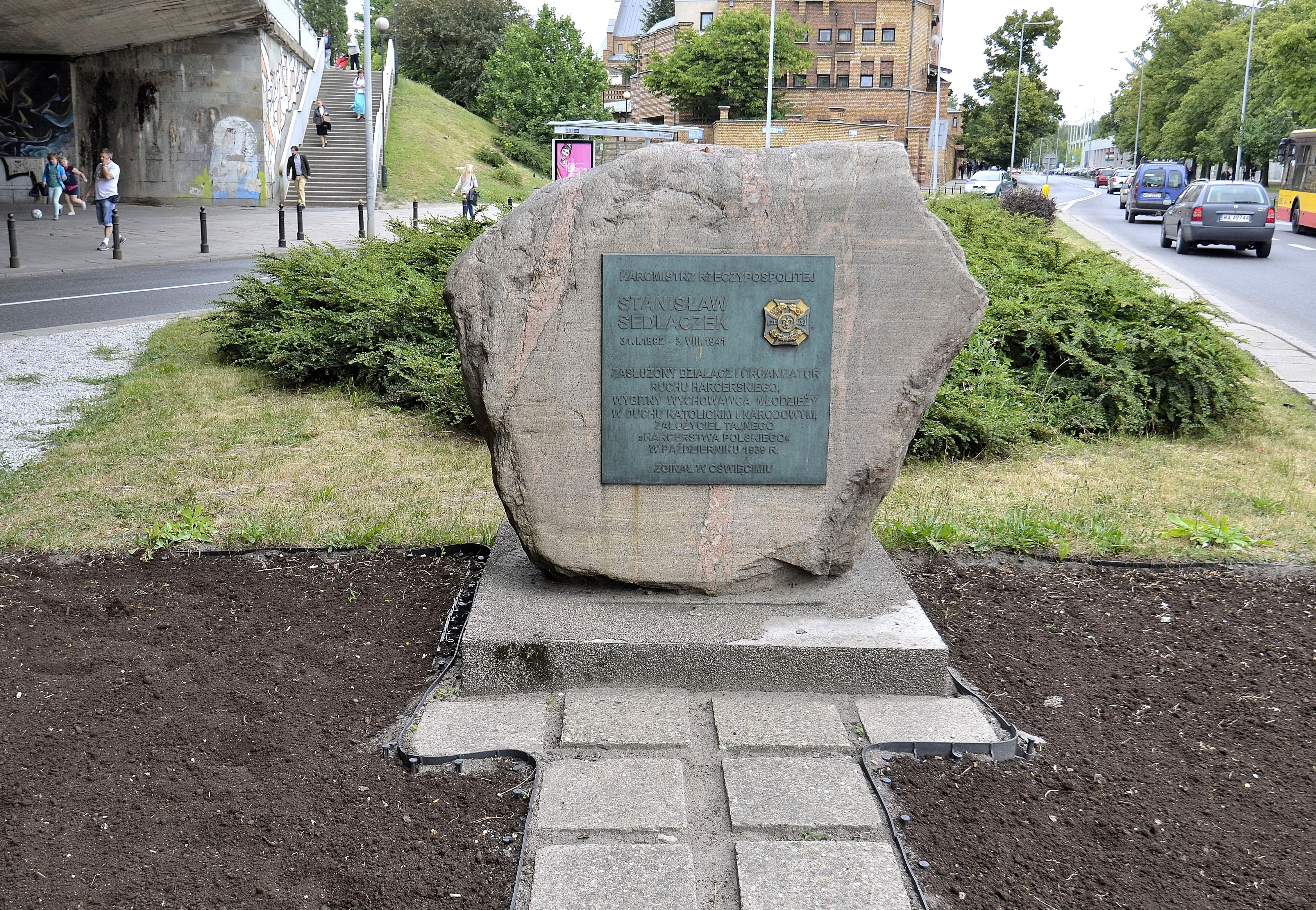
Upamiętnienie Stanisława Sedlaczka przy rondzie jego imienia w Warszawie

Stanisław Marian Sedlaczek (ur. 31 stycznia 1892 w Kołomyi, zm. 3 sierpnia 1941 w niemieckim obozie koncentracyjnym KL Auschwitz) – pedagog, instruktor i działacz harcerski, harcmistrz Rzeczypospolitej, Naczelnik Harcerzy Związku Harcerstwa Polskiego.

## Życiorys
Syn Wiktora i Felicji z Dominikowskich. Ukończył V Gimnazjum we Lwowie zdając w 1910 egzamin dojrzałości z wyróżnieniem. Będąc studentem wydziału budowy maszyn Politechniki Lwowskiej (1910–1914) brał czynny udział w życiu akademickim, był członkiem „Zetu”, przewodniczącym akademickiego koła Towarzystwa Szkół Ludowych i współorganizatorem Akademickich Stałych Drużyn Sokolich. Służbę w harcerstwie rozpoczął jako przyboczny 7 Lwowskiej Drużyny Skautowej. W 1913 wszedł do redakcji „Skauta” i do Związkowego Naczelnictwa Skautowego jako sekretarz. Był członkiem kierownictwa kursów w Skolem, kształcącym instruktorów skautowych.
W 1914/1915 prowadził tajną pracę skautową we Lwowie okupowanym przez wojska rosyjskie. W 1915 w Warszawie i Wilnie nawiązywał kontakt ze skautingiem w Kongresówce; w 1915–1919 przebywał w Kijowie, centrum ruchu harcerskiego na Ukrainie, kierując jako naczelnik pracą Harcerstwa Polskiego w Imperium Rosyjskim. Był wykładowcą teorii harcerstwa w Polskim Kolegium Uniwersyteckim w Kijowie, co stanowiło zarzewie konfliktu, w wyniku którego w marcu 1919 odszedł z uczelni Henryk Ułaszyn (po stronie prowadzonych w języku polskim wykładów Sedlaczka stanął rektor Ludwik Janowski).
W latach 1916–1918 redagował pismo „Młodzież” (następnie „Harce”). W tym samym okresie kierował dwoma kursami instruktorskimi w „Kiń Grust”, w czasie których przeszkolono 250 osób. W 1919 wyjechał do Warszawy, gdzie wszedł w skład Wydziału Wykonawczego Naczelnej Rady Harcerskiej. W latach 1919–1921 i 1925–1931 pełnił funkcję Naczelnika Głównej Kwatery Męskiej. W 1920 był redaktorem „Harcerza”, a od 1930 jego wydawcą. W latach 1921–1928 był naczelnym inspektorem harcerstwa w Ministerstwie Wyznań Religijnych i Oświecenia Publicznego. 
Pracując aktywnie w harcerstwie, nie zaniedbywał podnoszenia swoich kwalifikacji i wiedzy. W 1922 ukończył studium psychologiczno-pedagogiczne w Wyższym Instytucie Pedagogicznym, a w 1928 Wydział Filozoficzny na Uniwersytecie Warszawskim.
W 1923 znalazł się w składzie Komendy Kursu Związkowego Głównej Kwatery Męskiej w Piwnicznej. W tym samym roku został redaktorem „Wiadomości Urzędowych”, które po połączeniu z „Harcmistrzem” redagował do 1933. Był kilkakrotnie delegatem na Światowe Konferencje Skautów. W 1932 wszedł w skład Rady Starszego Harcerstwa, ale w tym samym roku stracił wpływ na Związek za prezentowanie poglądów sprzecznych z koncepcją wychowania państwowo-obywatelskiego. W związku z tym objął stanowisko kierownika Działu Programowego w Katolickim Stowarzyszeniu Młodzieży Żeńskiej i Męskiej w Poznaniu, ale w dalszym ciągu wydawał „Harcerza”, który w 1937 zmienił nazwę na „Zagończyk”. Wydawanie pisma harcerskiego poza ZHP spowodowało konflikt z ówczesnym naczelnikiem ZHP.
W czasie okupacji Sedlaczek był współtwórcą Harcerstwa Polskiego (tzw. Hufce Polskie) i ich pierwszym naczelnikiem. 
W nocy 17/18 maja 1941 został aresztowany przez Gestapo razem z prof. Witoldem Staniszkisem i kilkunastu innymi pracownikami Stołecznego Komitetu Samopomocy Społecznej. W mieszkaniu nie robiono żadnej rewizji. W śledztwie na Pawiaku nie postawiono żadnych zarzutów. 23 lipca 1941 wywieziony w transporcie do niemieckiego obozu koncentracyjnego KL Auschwitz w Oświęcimiu, gdzie 3 sierpnia 1941 został zamordowany.
Autor książek, artykułów i opracowań. Ważniejsze z nich to: „Szkoła Harcerza”, „Harcerstwo polskie”, „Album”, „Bibliografia harcerska”, „Rocznik harcerski 1928”, „Przeglądy i pokazy harcerskie”, „Harcerstwo na Rusi i w Rosji”, „Geneza harcerstwa i skautingu”, oraz konspiracyjnie „Harcerstwo”.
Tłumacz: Rolanda E. Philippsa „System zastępowy”, Roberta Baden-Powella „Wskazówki dla skautmistrzów”.
Wszystkie jego utwory objęte były od 1951 zapisem komunistycznej cenzury w Polsce, podlegały natychmiastowemu wycofaniu z bibliotek.
Od 9 stycznia 1926 był mężem Ireny Szulc, z którą miał trzech synów i córkę Wandę (1928–2013). Jego synowie Marian (1926–2015) i Stanisław (1926–2018) walczyli w powstaniu warszawskim.

## Ordery i odznaczenia
- Krzyż Kawalerski Orderu Odrodzenia Polski[1]
- Złoty Krzyż Zasługi[1]
- Odznaka ZHP „Wdzięczności”

## Upamiętnienie
Stanisław Sedlaczek jest patronem Ronda na Powiślu, które jest skrzyżowaniem ulic Łazienkowskiej, Myśliwieckiej i Rozbrat. Na rondzie znajduje się głaz z tablicą pamiatkową, którą poświęcił jego syn ks. Marian Sedlaczek.

## Książki Stanisława Sedlaczka
- Bibliografia harcerska
- Drogowskaz harcerski, Warszawa 1934,1936,1939
- Gawędy o Prawie Harcerskim, Warszawa 1932
- Geneza skautingu i harcerstwa. Szkic w 25-lecie harcerstwa, Warszawa 1936
- Harcerstwo na Rusi i w Rosji, Warszawa 1936
- Harcerstwo w dobie dzisiejszej
- Harcerstwo w szkole, Warszawa 1930
- Józefa Joteyko
- Kilka myśli o zadaniach harcerstwa, Warszawa 1919
- Krajoznawstwo i harcerstwo, Warszawa 1930
- Metodyka harców w przykładach, Warszawa 1935
- Obóz harcerski
- Organizacja Harcerstwa Polskiego, Warszawa 1920
- Podstawy etyczne skautingu
- Przeglądy i pokazy harcerskie.  Musztra harcerska, Poznań 1931
- Szkoła Harcerza na podstawie Baden-Powella „Skauting for boys” i polskiej literatury harcerskiej, Kijów 1917
- System zastępowy
- Wytyczne metodyki harcerskiej, Warszawa 1931

### Redakcja
- Harcerstwo. Tom 1 i 2, Warszawa 1922.
- Kalendarz harcerski za rok 1924, Warszawa 1924.
- Harcerstwo w obozach, Warszawa 1928.
- Kalendarz harcerski na rok 1924, Warszawa 1924.